# Bungoōno

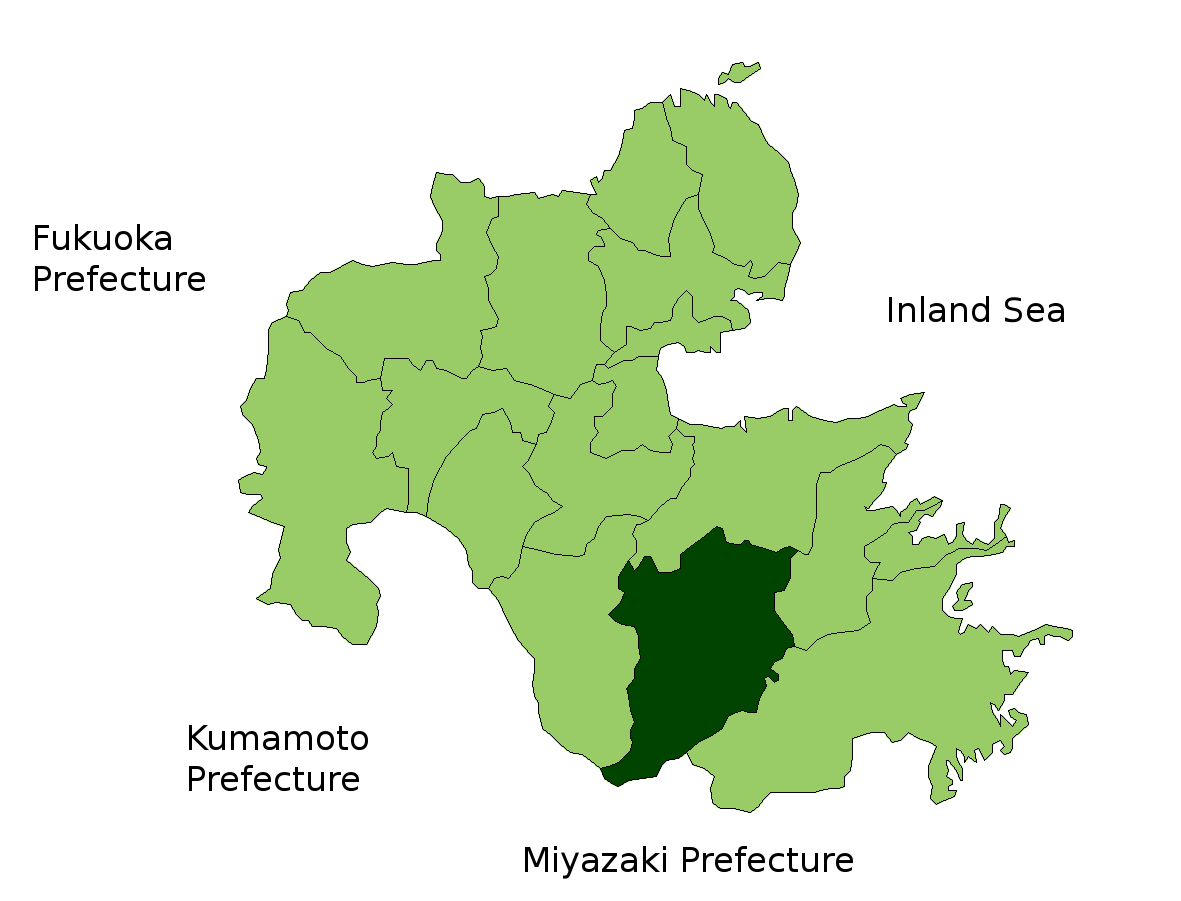

Bungoōno (豊後大野市 Bungo-ōno-shi?) este un municipiu din Japonia, prefectura Ōita.